# HMS Exeter (68)
Pour les autres navires du même nom, voir HMS Exeter.
Le HMS Exeter est un croiseur lourd qui a navigué pour la Royal Navy entre 1931 et 1942. Il s'illustre notamment pendant la Seconde Guerre mondiale, particulièrement lors la bataille du Rio de la Plata où il endommagea le cuirassé de poche allemand Admiral Graf Spee. Il est coulé au début de 1942 en mer de Java.

## Contexte
Lors de la conférence sur le désarmement naval qui s'était réunie à Washington, fin 1921, un accord fut trouvé concernant les croiseurs entre le Royaume-Uni, qui souhaitait inclure dans les croiseurs autorisés dans le traité en préparation sa dernière classe en construction, la classe Hawkins, d'un déplacement de 9 750 tonnes, armée de canons de 7,5 pouces, dont la première unité avait été achevée en 1919 et les suivantes devaient être mises en service entre 1921 et 1925, et les États-Unis et le Japon, qui estimaient avoir besoin de croiseurs de 10 000 tonnes, pour assurer la sécurité des communications maritimes dans l'immensité de l'Océan Pacifique, où ces deux marines ne disposaient que de bases éparses,.
Comme l’expérience de la guerre avait montré l’importance de la sécurité des routes commerciales maritimes, les puissances signataires du Traité de Washington ont mis sur cale jusqu’en 1930 un grand nombre de ces croiseurs de 10 000 tonnes W, armés de canons de 203 mm, dix-sept pour les États-Unis, treize pour le Royaume-Uni, douze pour le Japon, et sept chacune, pour la France et l’Italie. Dotés de huit pièces en quatre tourelles doubles pour ce qui est des croiseurs britanniques, français, ou italiens, ils ont compté jusqu'à neuf ou dix canons pour les croiseurs américains ou japonais. Avec une vitesse de 30 à 35 nœuds, les premières séries étaient légèrement blindées. Les séries postérieures furent équipées d'une meilleure protection, au prix d’une vitesse légèrement réduite.
À l'expérience, la Royal Navy a considéré que le croiseur de 10 000 tonnes était trop grand et trop coûteux pour ses besoins et, en 1927, un croiseur armé de canons de 203 mm mais légèrement plus petit que la classe County fut mis sur cale, le HMS York), avec seulement six canons de 203 mm. Il fut suivi d'une unité très semblable, le HMS Exeter, et forment à eux deux la classe York.

## Caractéristiques
Lors de sa mise en service, le HMS Exeter, comme son sister-ship le HMS York, disposait d'une artillerie principale moins importante que la plupart des croiseurs construits dans les années qui ont immédiatement suivi le traité de Washington, et dont il respectait les stipulations à la lettre.
Son artillerie principale était composée de six pièces de 203 mm réparties en trois tourelles doubles, au lieu de huit pièces sur les autres croiseurs britanniques, ou sur les croiseurs français, italiens, et neuf ou dix pièces sur les croiseurs américains ou japonais de la même époque. Il disposait également de 6 tubes lance-torpilles, ce qui lui permettait de compenser la relative faiblesse de son artillerie. Il comportait également 4 canons anti-aériens de 102 mm en affût simple, deux affuts quadruples de mitrailleuses de 12,7 mm, ainsi que deux hydravions Walrus pour la reconnaissance.
Son blindage était dans la norme pour un navire de sa classe. Pourtant, avec un blindage allant de 51 mm à 76 mm sur ses flancs, on aurait pu douter de sa capacité à résister aux attaques de torpilles. Pour son blindage horizontal, on adopta une épaisseur de 51 mm et, sur les tourelles, le blindage allait d'une épaisseur de 38 mm à 51 mm.
Le croiseur lourd était propulsé par des turbines Parsons qui activaient 4 lignes d'arbres, ce qui lui donnait une puissance de 80 000 chevaux et pouvait soutenir une vitesse de 32 nœuds, son chargement de mazout lui permettait de parcourir 8 400 milles nautiques.
Après la bataille du Rio de la Plata, lors de sa réparation, on décida de le moderniser. Les travaux durèrent treize mois.
On débarqua les affuts simples de 102 mm et on installa :
- 8 nouvelles pièces en quatre affuts doubles,
- 16 canons QF de 2 livres, en deux affuts 'pom pom' octuples (2x8) antiaériens de 40 mm positionnés sur chaque bord entre la passerelle arrière et les catapultes,
- 2 canons de 20 mm en affut simple positionnés sur le haut des tourelles principales B et Y.

Les deux affuts quadruples de mitrailleuses de 12,7 mm ont été maintenus de chaque côté de la passerelle. Il en est de même pour les deux plateformes de tubes lance-torpilles de 533 mm triples, positionnées sur chaque bord. On peut voir ces différents affuts sur les photos prises sur l'épave lors de sa découverte.
On lui ajouta des mâts tripodes, un radar de conduite de tir Type 284 et un radar de veille surface Type 286, une passerelle agrandie et l'élévation des pièces de 203 mm fut portée de 50 à 70 degrés.

### Armements

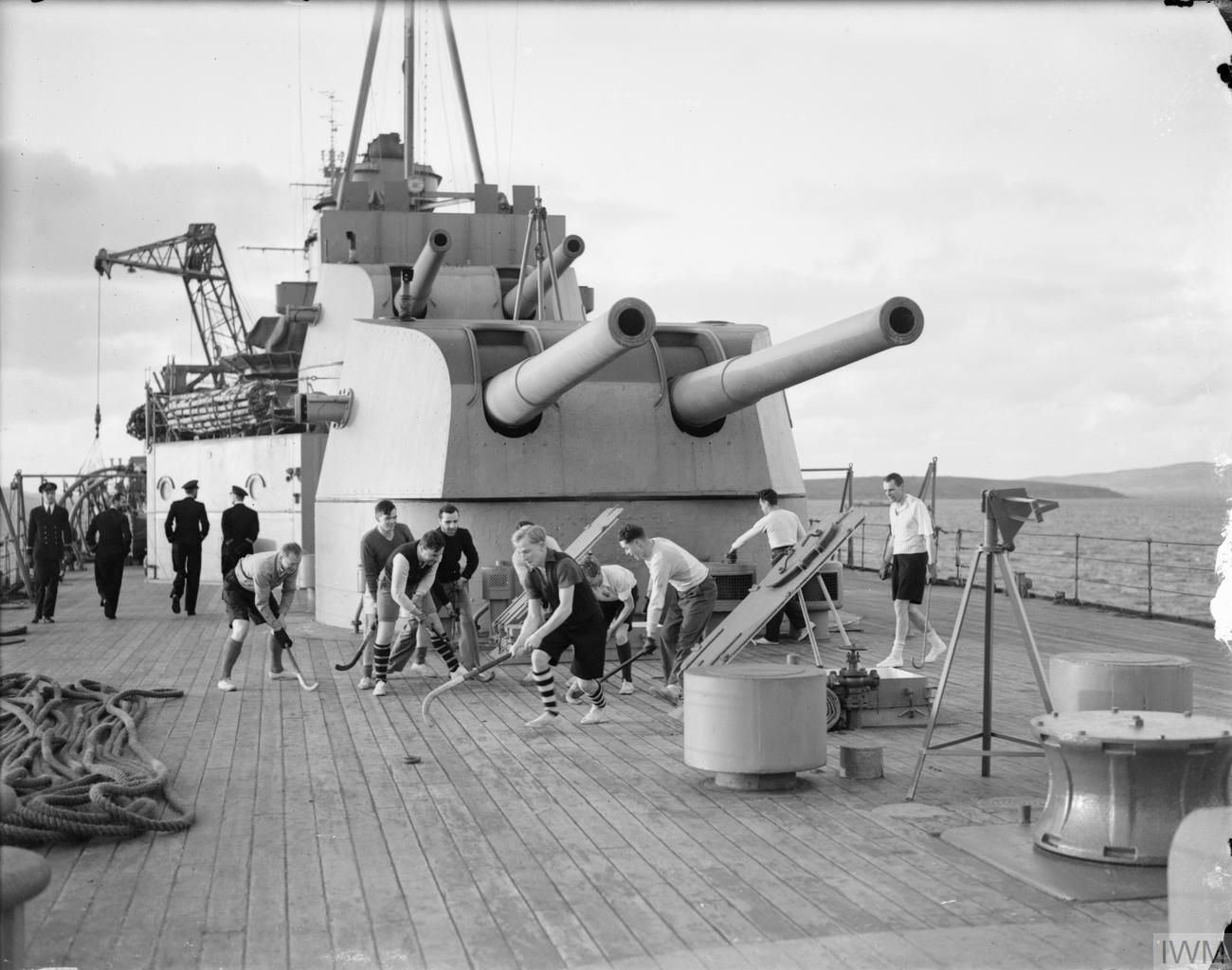
Tourelles de 203 mm double
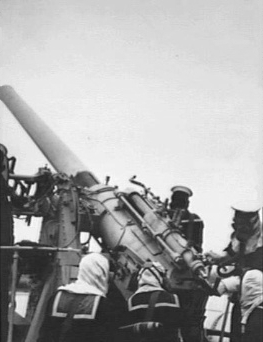
Premier affut DP de 102 mm embarqué
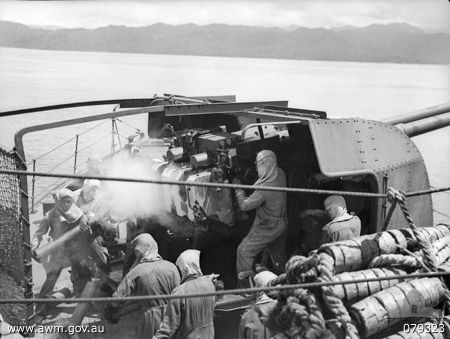
Nouvel affut DP de 102 mm double
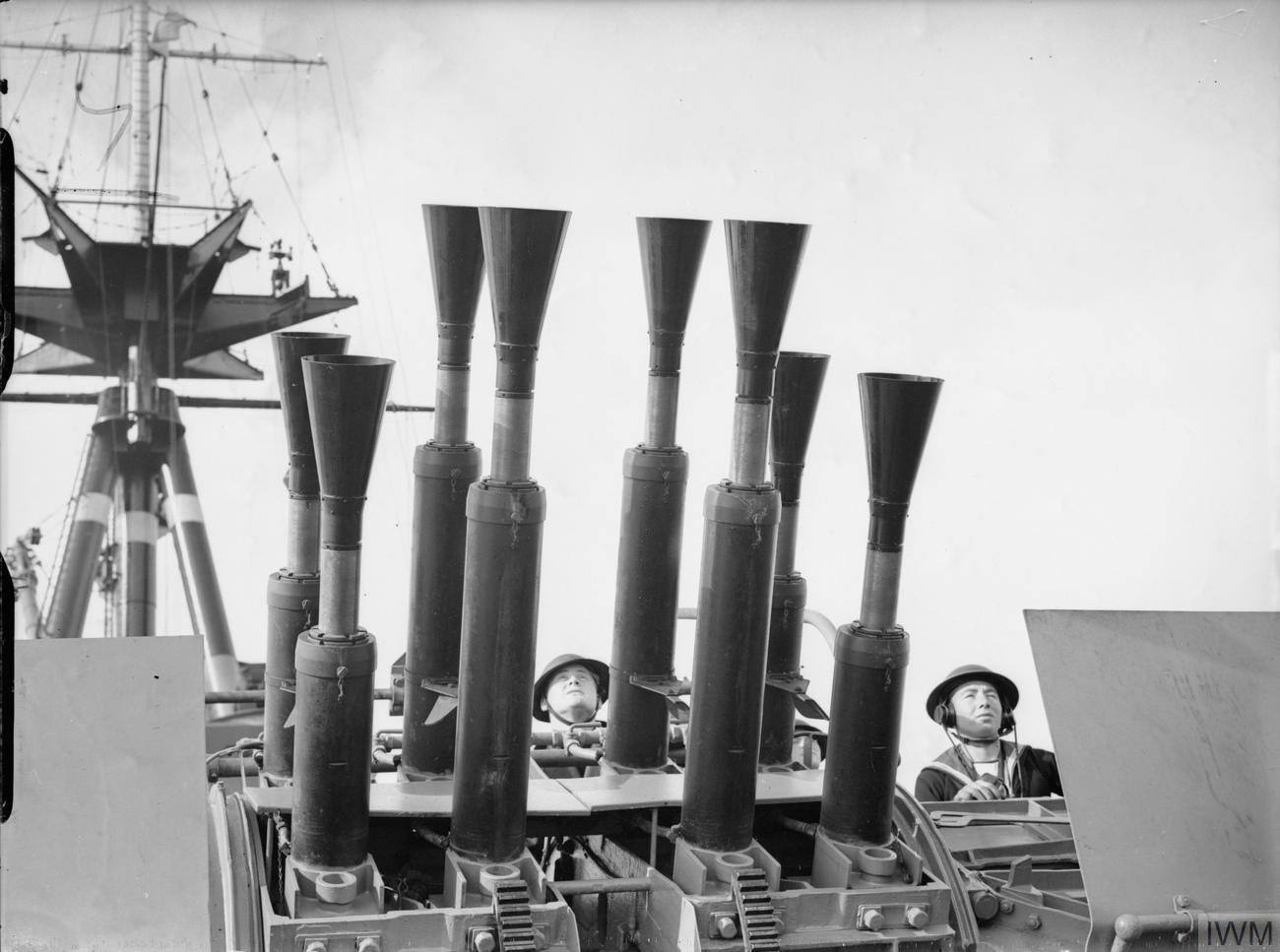
Affut anti-aérien pompom de 40 mm octuple
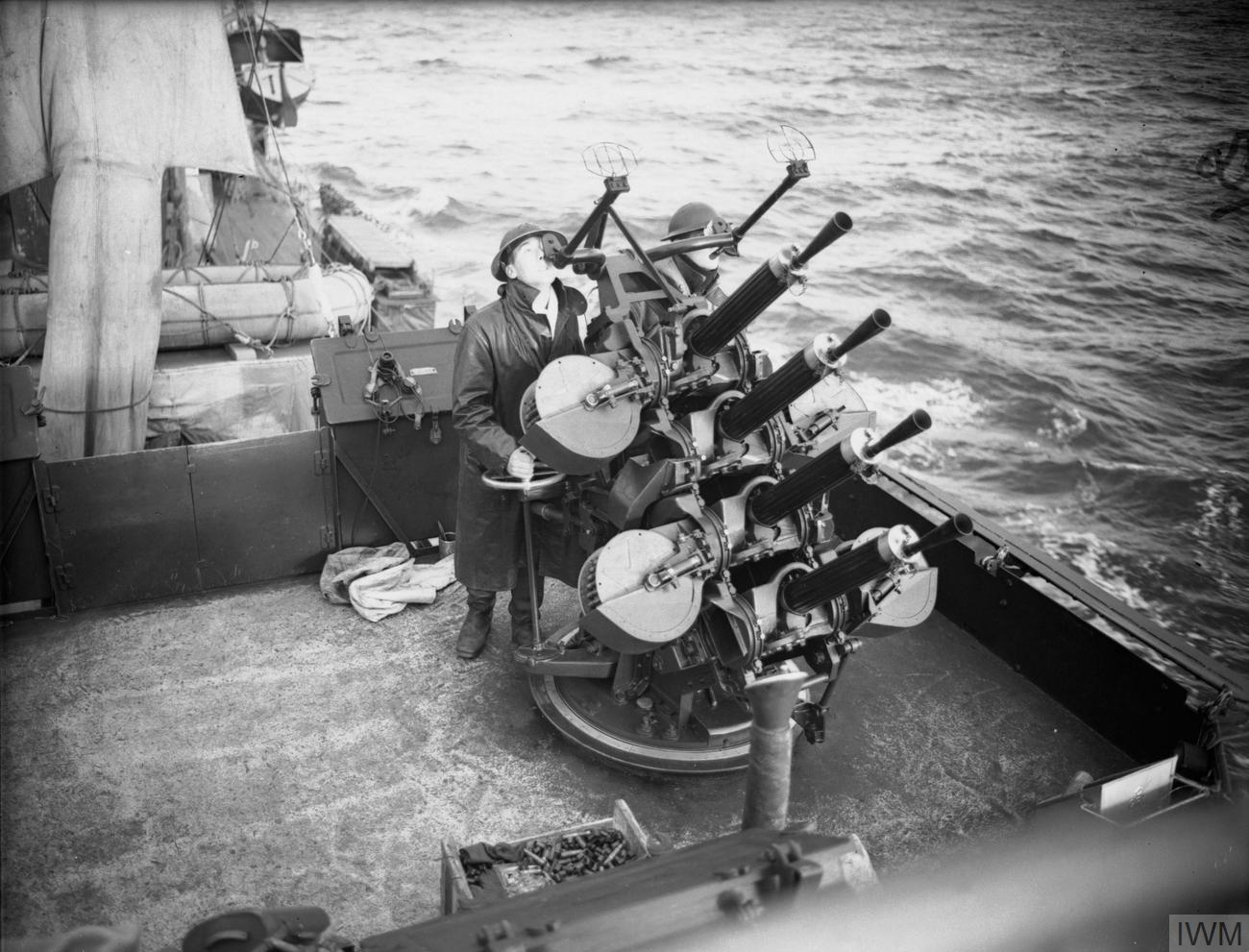
Affut anti-aérien de mitrailleuses de 12,7 mm quadruple
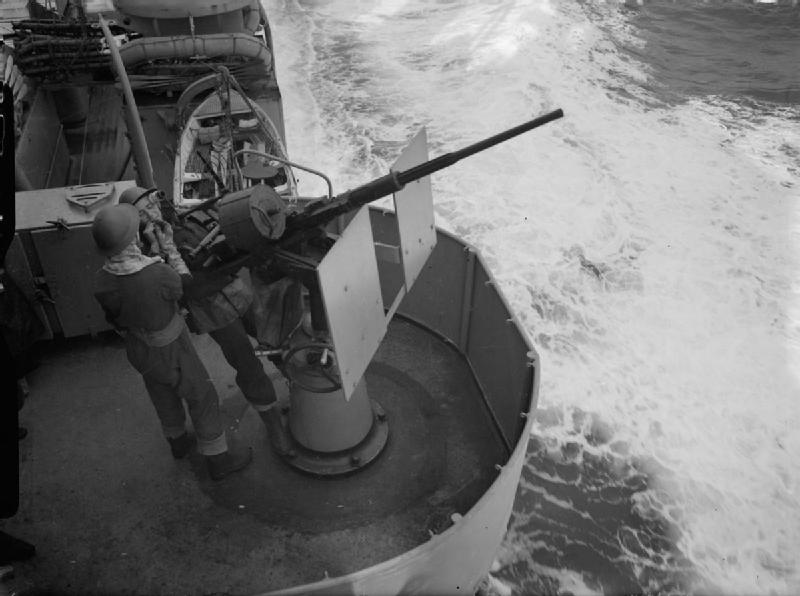
Affut anti-aérien de 20 mm simple

## États de service
Le HMS Exeter fut lancé le 18 juillet 1929 et subit des essais pendant deux années avant d'être mis en service le 21 juillet 1931.
En 1933, il fut intégré à l'escadre des Indes Occidentales, la North America and West Indies Station.
En escale au Chili le 24 janvier 1939, il participe au secours à la suite du séisme de 1939 à Chillàn. .

### Bataille du Rio de la Plata

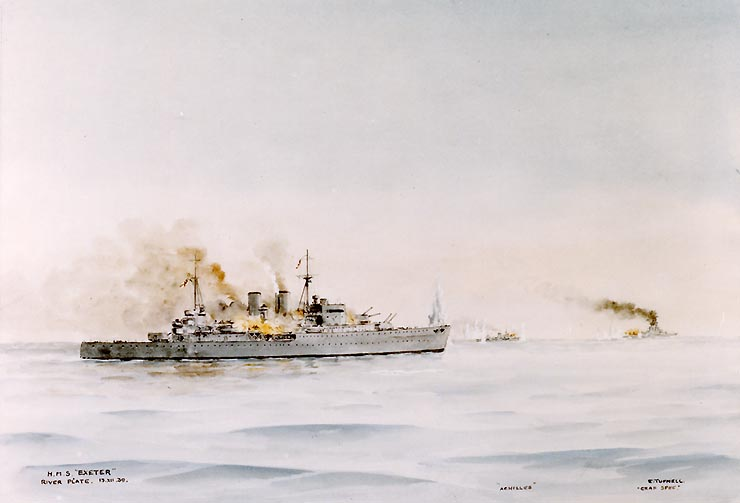
L’Exeter à la bataille de Rio de la Plata, (aquarelle de Edward Tufnell).

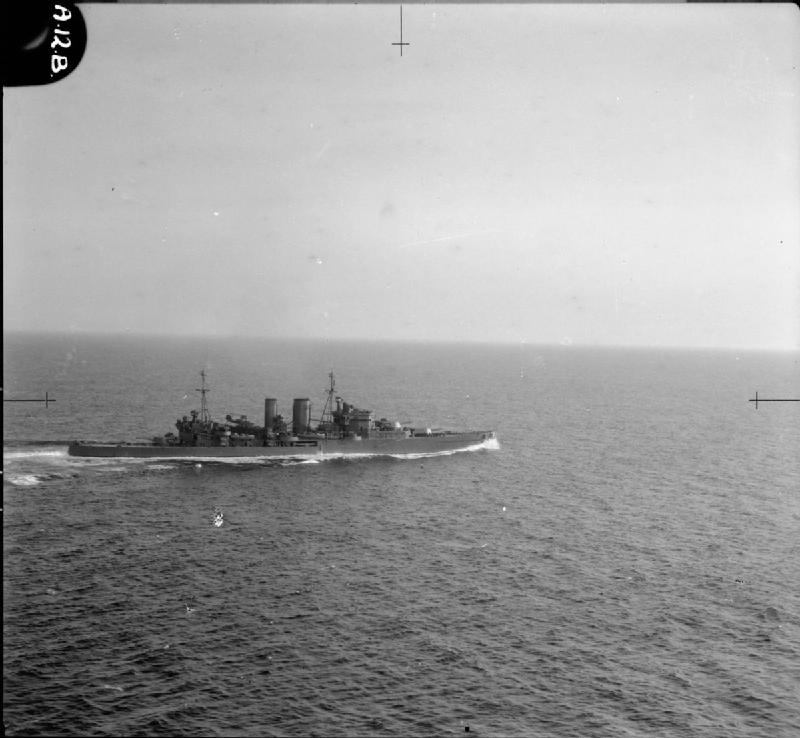
L' Exeter à la mer.

On l'envoya le 25 août 1939 vers l'Amérique du Sud où il intégra la force G, sous les ordres du commodore Henry Harwood, composée donc du HMS Exeter, du HMS Cumberland, du HMS Ajax et du HMS Achilles. Cette force était basée aux îles Malouines et avait pour mission de protéger l'Atlantique Sud des raids du cuirassé de poche allemand Graf Spee qui y rodait depuis septembre.
La confrontation eut lieu le 13 décembre près des côtes sud-américaines, en l'absence du Cumberland, en maintenance aux Malouines. Ce fut la bataille du Rio de la Plata.
Le commandant du Graf Spee choisit de concentrer ses tirs sur l'Exeter, plutôt que sur les deux croiseurs légers. Il utilisa pour cela ses tourelles de 280 mm, réservant ses canons plus légers pour maintenir les deux autres croiseurs à distance. Pendant vingt minutes, la cible principale du cuirassé fut donc l'Exeter, qui subit alors de gros dégâts. Malgré ses avaries, l' Exeter tenta de torpiller le Graf Spee mais sans succès, et, vers les 6 h 50, le bateau était pratiquement hors de combat. Seul un de ses canons était opérationnel ; la passerelle de commandement, le contrôle de tir, les communications internes et externes étaient détruits, et une voie d'eau provoqua une gite de 7°. L' Exeter continua de combattre jusqu'à 7 h 30, après quoi il se désengagea et prit la route des Îles Malouines. Quant au cuirassé allemand, il ne réussit pas à se débarrasser des croiseurs légers HMS Ajax et HMS Achilles et dut se replier sur Montevideo, où, à la suite d'une opération de désinformation ourdie par les Britanniques, son équipage fut conduit à le saborder.
L’Exeter, endommagé et avec une vitesse réduite à 18 nœuds, arriva aux archipel des Falklands pour des réparations d'urgence. Il prit ensuite la direction de l'Angleterre, où il fut envoyé au chantier naval de Devonport pour réparations et modernisation.
Il en sortit treize mois plus tard, en mars 1941, pour être affecté à l'escorte de convois, y compris l'escorte du convoi WS-8B durant l'épisode de la sortie dans l'Atlantique du cuirassé Bismarck. Après cela, il fut envoyé dans les Indes orientales en décembre 1941.

### Le Pacifique et la Force ABDA

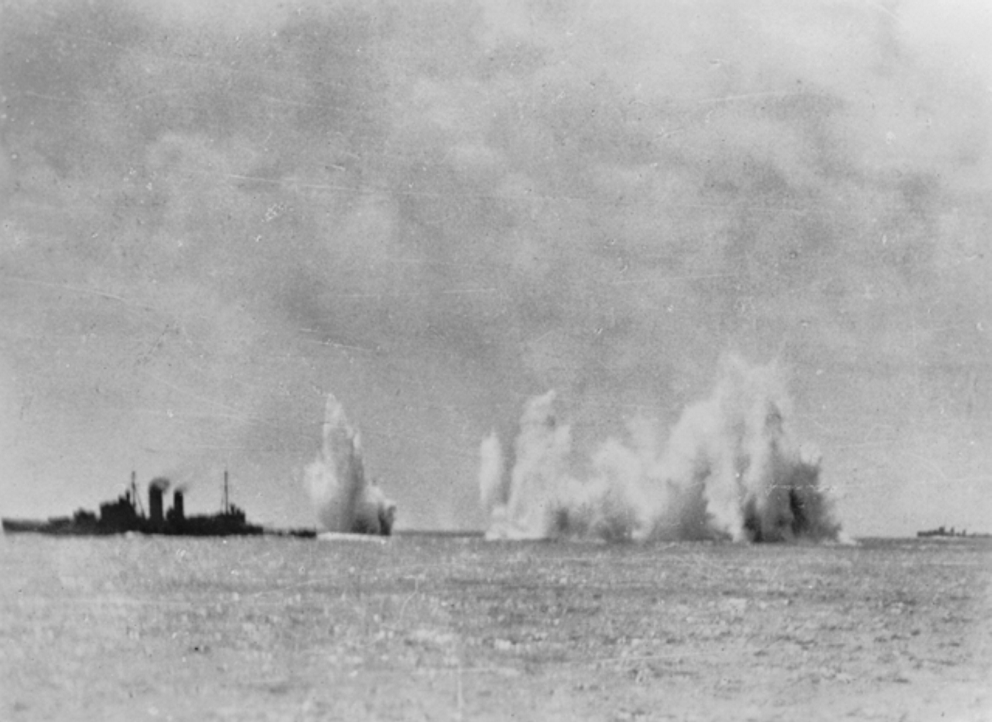
L’Exeter sous une attaque aérienne le 15 février 1942.

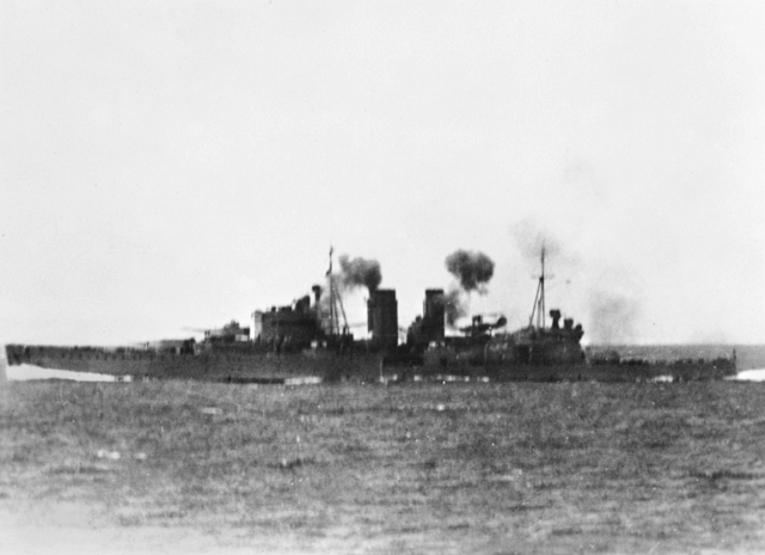
Fumées venant des tirs de la DCA de l’Exeter sous une attaque aérienne le 15 février 1942. Vue prise depuis le croiseur HMAS Hobart.

Il fit partie d'une force navale australienne, britannique, hollandaise, et américaine (ABDA Command, pour American-British-Dutch-Australian Command, ou encore ABDACOM), sous les ordres de l'amiral hollandais Karel Doorman, constituée pour défendre l'île de Java contre l'offensive des Japonais. Cette force se composait de deux croiseurs lourds (le HMS Exeter et l'USS Houston), de trois croiseurs légers (le HNLMS De Ruyter (navire amiral), le HNLMS Java et le HMAS Perth) et de neuf destroyers (3 anglais, 2 hollandais, 4 américains).
Lors de la bataille de la mer de Java le 27 février, il reçut un obus de 203 mm tiré du croiseur lourd Haguro dans sa salle des machines, qui l'obligea à quitter le combat.
Le navire se dirigea tant bien que mal vers Surabaya, escorté par le destroyer hollandais Witte de With. Après des réparations de fortune, le navire ne pouvait plus tenir qu'une vitesse maximum de 23 nœuds.

### La fin

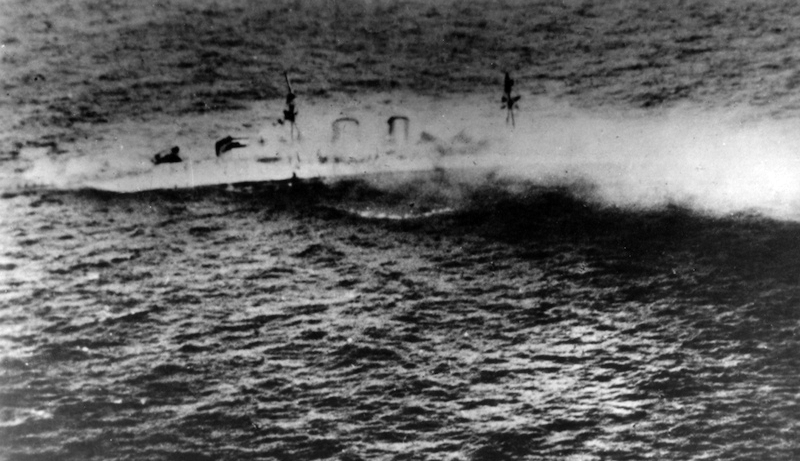
L’Exeter coule après la bataille de la mer de Java, 1er mars 1942.

Le matin du 1er mars 1942, alors qu'il essayait de rejoindre un port allié escorté par les destroyers HMS Encounter et USS Pope, il fut pris sous le feu de quatre croiseurs lourds japonais, les Nachi, Haguro, Myoko et Ashigara et des destroyers Akebono, Inazuma, Yamakaze et Kawakaze.
Lors de cette deuxième bataille, à 11 h 20, l’Exeter reçut de nouveau un coup majeur dans sa chaufferie, aboutissant à une perte de puissance et le ralentissant à 4 nœuds. Comme les quatre croiseurs japonais s'approchaient de l'Exeter, on ordonna aux deux destroyers de faire route à toute vitesse vers une zone de mauvais temps voisine, dans une tentative de se débarrasser de leurs poursuivants. L’Exeter stoppé par les tirs, le destroyer Inazuma s'approcha pour une attaque de torpille. Le HMS Exeter coula à 11 h 40.
Le HMS Encounter fut touché à son tour par un obus de 203 mm et finit par couler. Le Pope échappa temporairement à la mêlée initiale dans le mauvais temps, mais seulement pour être coulé quelques heures plus tard par une attaque aérienne de six bombardiers-torpilleurs B5N2 lancés du porte-avions Ruyjo.
Quelque 800 marins, 650 de l'Exeter incluant son commandant, Oliver Gordon et 150 de l’ Encounter, furent repêchés par les Japonais et fait prisonniers de guerre et embarqués sur le navire SS Op Ten Noort. 153 membres de l'équipage de l’Exeter sont morts en captivité. Trois autres sont morts après leur libération des suites de leur mauvais traitement.
L'épave a été localisée et positivement identifiée en février 2007. L’Exeter gît dans les eaux d'Indonésie, à la profondeur de 61 m, 90 miles au nord-ouest de l'île de Bawean ; à quelque 60 miles de la position de naufrage donnée par son capitaine.
En 2016, son épave et celle de l'Encounter, ont été totalement pillées et ont disparu.